# Strobilanthes cumingiana
Strobilanthes cumingiana är en akantusväxtart som först beskrevs av Christian Gottfried Daniel Nees von Esenbeck, och fick sitt nu gällande namn av Yun Fei Deng och J.R.I.Wood. Strobilanthes cumingiana ingår i släktet Strobilanthes och familjen akantusväxter. Inga underarter finns listade i Catalogue of Life.